# Den förste Bernadotte
Den förste Bernadotte är en fransk dramafilm från 1942 i regi av Sacha Guitry, med Gaby Morlay i huvudrollen. Den franska titeln är Le Destin fabuleux de Désirée Clary, vilket betyder "Désirée Clarys sagolika öde".

## Handling
Filmen handlar om Désirée Clary från Marseille som förlovar sig med Napoléon Bonaparte medan hennes syster Julie förlovar sig med Napoléons bror Joseph. När Napoléon i stället gifter sig med Joséphine de Beauharnais tyr sig Désirée till general Jean-Baptiste Bernadotte. Handlingen är uppdelad i två partier med Guitry som berättare.

## Om filmen
Filmen producerades av CCFC och började spelas in den 6 december 1941. Den hade fransk premiär den 4 september 1942.
Den förste Bernadotte hade svensk premiär på biografen Sture i Stockholm den 4 september 1944.

## Rollista i urval
- Gaby Morlay – Désirée Bernadotte
- Jean-Louis Barrault – Napoléon Bonaparte
- Lise Delamare – Joséphine de Beauharnais
- Aimé Clariond – Joseph Bonaparte
- Yvette Lebon – Julie Clary
- Jacques Varennes – Bernadotte
- Geneviève Guitry –  Désirée Clary som ung
- Sacha Guitry – Napoleon I / berättaren